# Tecumseh (Michigan)
Tecumseh is een plaats (city) in de Amerikaanse staat Michigan, en valt bestuurlijk gezien onder Lenawee County.

## Demografie
Bij de volkstelling in 2000 werd het aantal inwoners vastgesteld op 8574.
In 2006 is het aantal inwoners door het United States Census Bureau geschat op 8848, een stijging van 274 (3.2%).

## Geografie
Volgens het United States Census Bureau beslaat de plaats een oppervlakte van
14,0 km², waarvan 13,4 km² land en 0,6 km² water.

## Plaatsen in de nabije omgeving
De onderstaande figuur toont nabijgelegen plaatsen in een straal van 20 km rond Tecumseh.